# X.U.｜scaPEGoat
「X.U.｜scaPEGoat」（エックスユー｜スケープゴート）は、SawanoHiroyuki[nZk]の3枚目のシングル。2015年5月20日にDefSTAR Recordsから発売された。

## 概要
澤野弘之によるボーカルプロジェクト第4弾。表題曲は、テレビアニメ『終わりのセラフ』の主題歌にそれぞれ起用された。
ゲストボーカルに、澤野がYouTubeで出会ったという新人女性ボーカリストのGemieと、プロジェクト初となる男性ボーカリストとしてロックバンド"Survive Said The Prophet"のYoshを迎えた。
オープニングテーマである「X.U.」はデジタルサウンドに、エンディングテーマの「scaPEGoat」はロックテイストになっており、澤野は「オープニングとエンディングの両方を担当する以上、違いをよりわかりやすく出せればいい」と語っている。
また、3曲目には澤野が劇伴を担当したドラマ「マークスの山」のサウンドトラックに収録されている「INSANITY LOVE」（Vo.Chris Catalano）をリアレンジした楽曲が収録されている。ゲストボーカルには劇場版「進撃の巨人」前編～紅蓮の弓矢～のエンディングテーマ「YAMANAIAME」に抜擢されたMica Calditoを迎えた。

## 収録曲
全作曲・編曲：澤野弘之

### CD
1. X.U. [4:45]
作詞：Benjamin & mpi、歌：SawanoHiroyuki[nZk]:Gemie
  - テレビアニメ『終わりのセラフ』前期オープニングテーマ
2. scaPEGoat [5:06]
作詞：澤野弘之 & Benjamin & mpi、歌：SawanoHiroyuki[nZk]:Yosh
  - テレビアニメ『終わりのセラフ』前期エンディングテーマ
3. INSANITY LOVE [3:41]
作詞：mpi、歌：SawanoHiroyuki[nZk]:mica
4. X.U.（TV size） [1:31]
5. scaPEGoat（TV size） [1:32]
6. X.U.（instrumental） [4:45]
7. scaPEGoat（instrumental） [5:08]

### DVD（期間生産限定盤のみ）
1. X.U.（『終わりのセラフ』ノンクレジットオープニングムービー）
2. scaPEGoat（『終わりのセラフ』ノンクレジットエンディングムービー）